# L'Infra-ordinaire

L'Infra-ordinaire est un recueil posthume de textes de Georges Perec publié en 1989. Il rassemble huit textes datant de 1973 à 1981, sur le thème de l’inventaire du quotidien.

## Contenu
- Approches de quoi[1] : « Questionnez vos petites cuillers. »
- La rue Vilin[2] : Chronique de sa destruction progressive[3].
- Deux cent quarante-trois cartes postales en couleurs véritables[4] : Variations combinatoires pour les cartes postales de vacances.
- Tout autour de Beaubourg[5] : Y a-t-il un nouveau quotidien sur le plateau Beaubourg après l’ouverture du Centre Pompidou ?
- Promenades dans Londres[6] : Peut-être pourrait-on appréhender une telle ville.
- Le Saint des Saints[7] : Des mille manières d’incarner son pouvoir.
- Tentative d’inventaire des aliments liquides et solides que j’ai ingurgités au cours de l’année mille neuf cent soixante-quatorze[8].
- Still life / Style leaf[9] : Une table de travail mise en abîme.